# My Woman, My Woman, My Wife (album Deana Martina)
My Woman, My Woman, My Wife – studyjny album z 1970 roku autorstwa Deana Martina, zaaranżowany przez Johna Bahlera, Glena D. Hardina i Billy'ego Strange'a. Jest dwudziestym siódmym albumem studyjnym piosenkarza. 
Album został ponownie wydany na płytę CD przez Capitol Records w 2006 i Hip-O Records w 2009 roku. 

## Utwory
| My Woman, My Woman, My Wife | 3:29 |
| Once A Day                  | 2:43 |
| Here We Go Again            | 3:07 |
| Make The World Go Away      | 2:46 |
| The Tips Of My Fingers      | 2:27 |
| Detroit City                | 3:41 |
| Together Again              | 2:30 |
| Heart Over Mind             | 2:43 |
| Turn The World Around       | 2:23 |
| It Keeps Right On-A-Hurtin' | 2:40 |